# Кралство Навара
Кралство Навара (на испански: Reino de Navarra; на баски: Nafarroako Erresuma; на френски: Royaume de Navarre) е историческа държава, съществувала в периода от 824 до 1620 г. на територията на днешна североизточна Испания и днешна Южна Франция.
Навара съществува като графство, отделило се от Франкската империя около 824 г. Впоследствие става кралство Памплона и в него влизат две обособени области – северна и южна, разположени от двете страни на Пиренеите около Атлантическия океан: днес това са съвременната автономна област Навара в Северна Испания и съвременната област Пирене Атлантик в Южна Франция. През 1513 г. Южна Навара е завоювана от краля на Арагон Фердинанд II Арагонски и влиза в състава на кралство Испания. Северна Навара остава независима до 1589 г., когато нейният крал Анри IV става крал на Франция, след което е присъединена към Франция (окончателно през 1620 г.)

## Владетели на Навара
Династии:
Инигес (ок. 824 – 905)
Хименес (905 – 1234)
Шампанска династия (1234 – 1284)
Капетинги (1284 – 1349)
Еврьо (1328 – 1441)
Трастамара (1425 – 1479)
Фоа (1479 – 1518)
Албрет (1518 – 1572)
Бурбони (1572 – 1620)
Крале:
- Иниго I Ариста 824 – 852
- Санчо I Гарсес 905 – 925
- Санчо III Велики 1000 – 1035
- Алфонсо I Воюващият 1104 – 1134
- Гарсия IV Рамирес Възстановителят 1134 – 1150
- Санчо VI Мъдрият 1150 – 1194
- Санчо VII Наварски 1194 – 1234
- Тибалт IV Трубадурът 1234 – 1253
- Жана I Наварска и Филип IV Хубави 1274 – 1305

Навара е в лична уния с френското кралство от 1284 до 1328
- Жана II и Филип III Наварски 1328 – 1349
- Карл II Наварски 1349 – 1387
- Карл III Наварски 1387 – 1425
- Бланка I заедно с Хуан II Арагонски 1425 – 1441
- Хуан II Арагонски 1441 – 1479
- Елеонора 1479
- Франциско I 1479 – 1483
- Каталина I и Хуан III 1483 – 1517
- Енрике II 1517 – 1555
- Антоан Наварски 1555 – 1562
- Жана III Наварска 1562 – 1572
- Анри IV 1572 – 1610

През 1513 г. Южна Навара е завоювана от краля на Арагон Фердинанд II Арагонски и влиза в състава на кралство Испания. Северна Навара остава независима до 1589 г., когато нейният крал Анри IV става крал на Франция, след което е присъединена към Франция (окончателно през 1620 г.)